# Свети Георги (Долно село)
Вижте пояснителната страница за други значения на Свети Георги.
„Свети Георги Победоносец“ е българска църква в Долно село, община Кюстендил.
Църквата се намира в селските гробища на Долно село, на левия бряг на река Бистрица. Построена е през 1878 г. върху основите на стара средновековна църква от майсторите Иван, Стойчо и Новко от село Горни Коритен. Иконите са рисувани от Иван Доспевски през 1873 г.
Църквата празнува на 6 май.